# Bryophilocapsus
Bryophilocapsus is een geslacht van wantsen uit de familie van de Miridae (Blindwantsen). Het geslacht werd voor het eerst wetenschappelijk beschreven door Yasunaga in 1905.

## Soorten
Het genus is monotypisch en bevat alleen de volgende soort:

- Bryophilocapsus tosamontanus Yasunaga, 2000